# AL Bank Cup 2011-12
AL-Bank Cup 2011-12 var den 20. udgave af den danske pokalturnering i ishockey for mandlige klubhold og blev arrangeret af Danmarks Ishockey Union. Turneringens navn refererede til dens sponsor, Arbejdernes Landsbank, og den havde deltagelse af de otte hold i AL-Bank Ligaen 2010-11.
Turneringen blev vundet af Herning Blue Fox, som i finalen vandt 3-1 over AaB Ishockey. Finalen blev bl.a. afgjort af to mål af den blot 16-årige Oliver Bjorkstrand, som også blev valgt til finalens bedste spiller. Dermed vandt Herning Blue Fox sin første pokaltitel under dette navn, mens det var den femte titel til moderklubben Herning IK.

## Resultater

### Kvartfinaler
I kvartfinalerne spillede de otte hold om fire pladser i semifinalerne. Holdene blev parret i fire opgør, der blev afgjort over to kampe (ude og hjemme).
| Dato                               | Kamp                       | Res. | Perioder      |
| ---------------------------------- | -------------------------- | ---- | ------------- |
| 8.9.                               | Hvidovre IK – AaB Ishockey | 4–3  | 1-1, 1-1, 2-1 |
| 10.9.                              | AaB Ishockey – Hvidovre IK | 5–1  | 1-1, 2-0, 2-0 |
| AaB Ishockey vinder samlet med 8–5 |                            |      |               |

| Dato                                    | Kamp                               | Res. | Perioder      |
| --------------------------------------- | ---------------------------------- | ---- | ------------- |
| 8.9.                                    | Herning Blue Fox – Odense Bulldogs | 3–4  | 1-2, 1-1, 1-1 |
| 10.9.                                   | Odense Bulldogs – Herning Blue Fox | 2–8  | 1-1, 1-3, 0-4 |
| Herning Blue Fox vinder samlet med 11–6 |                                    |      |               |

| Dato                              | Kamp                                    | Res. | Perioder      |
| --------------------------------- | --------------------------------------- | ---- | ------------- |
| 8.9.                              | Frederikshavn White Hawks – SønderjyskE | 1–1  | 1-1, 0-0, 0-0 |
| 10.9.                             | SønderjyskE – Frederikshavn White Hawks | 7–2  | 2-1, 2-1, 3-0 |
| SønderjyskE vinder samlet med 8–3 |                                         |      |               |

| Dato                               | Kamp                                | Res. | Perioder      |
| ---------------------------------- | ----------------------------------- | ---- | ------------- |
| 9.9.                               | Rødovre Mighty Bulls – EfB Ishockey | 1–2  | 0-0, 1-2, 0-0 |
| 11.9.                              | EfB Ishockey – Rødovre Mighty Bulls | 6–1  | 1-0, 2-1, 3-0 |
| EfB Ishockey vinder samlet med 8–2 |                                     |      |               |

### Semifinaler
De fire kvartfinalevindere blev parret i to semifinaleopgør, som også blev afgjort over to kampe
| Dato                                                                | Kamp                            | Res. | Perioder      |
| ------------------------------------------------------------------- | ------------------------------- | ---- | ------------- |
| 13.1.                                                               | Herning Blue Fox – EfB Ishockey | 2–5  | 0-1, 1-2, 1-2 |
| 21.1.                                                               | EfB Ishockey – Herning Blue Fox | 1–4  | 0-0, 1-2, 0-2 |
| Samlet score: 6–6 Herning Blue Fox vandt på straffeslagskonkurrence |                                 |      |               |

| Dato                               | Kamp                       | Res. | Perioder      |
| ---------------------------------- | -------------------------- | ---- | ------------- |
| 22.1.                              | AaB Ishockey – SønderjyskE | 2–1  | 0-1, 1-0, 1-0 |
| 28.1.                              | SønderjyskE – AaB Ishockey | 2–3  | 0-0, 1-1, 1-2 |
| AaB Ishockey vinder samlet med 5–3 |                            |      |               |

### Finale
Finalen blev spillet i Kvik Hockey Arena i Herning den 4. februar 2012.
| Dato | Kamp                            | Res. | Perioder      |
| ---- | ------------------------------- | ---- | ------------- |
| 4.2. | Herning Blue Fox – AaB Ishockey | 3–1  | 2-1, 0-0, 1-0 |